# دافنه اورام
دافنه بلیک اورام (به انگلیسی: Daphne Blake Oram) زاده ۳۱ دسامبر ۱۹۲۵ درگذشت ۵ ژانویهٔ ۲۰۰۳ آهنگساز و موسیقی‌دان الکترونیک بریتانیایی بود. او یکی از اولین آهنگسازان بریتانیایی بود که صدای الکترونیکی را تولید کرد، و اولین تمرین کننده موسیقی بتن در بریتانیا بود. به عنوان یکی از بنیانگذاران کارگاه رادیوفونیک بی‌بی‌سی، او در توسعه موسیقی الکترونیک بریتانیا نقش اساسی داشت. آثار او در فیلم بی‌گناهان در سال ۱۹۶۱ به پیشروی موسیقی متن الکترونیکی کمک کرداورام خالق تکنیک Oramics برای ایجاد صداهای الکترونیکی با استفاده از صدای کشیده بود. او علاوه بر اینکه یک مبتکر موسیقی بود، اولین زنی بود که به‌طور مستقل یک استودیوی موسیقی الکترونیک شخصی را کارگردانی و راه‌اندازی کرد و اولین زنی بود که یک ساز موسیقی الکترونیک را طراحی و ساخت. او در کتاب خود یادداشت فردی موسیقی، صدا و الکترونیک (۱۹۷۱) مضامین فلسفی مرتبط با فیزیک صدا را بررسی کرد.

## سنین جوانی و تحصیل
اورام در ۳۱ دسامبر ۱۹۲۵ در ویلتشایر انگلستان در خانواده جیمز و آیدا اورام متولد شد. او که در مدرسه دخترانه شربورن تحصیل کرده بود، از سنین پایین پیانو و ارگ و همچنین آهنگسازی را آموزش می‌داد. پدرش در دهه ۱۹۵۰ رئیس انجمن باستان‌شناسی ویلتشایر بود. خانه دوران کودکی او در ۱۰ مایلی دایره‌های سنگی آوبری و ۲۰ مایلی از استون هنج بود

## حرفه
در سال ۱۹۴۲، به اورام جایی در کالج سلطنتی موسیقی پیشنهاد شد، اما در عوض به عنوان مهندس استودیو جوان و «تعادل کننده موسیقی» در بی‌بی‌سی مشغول به کار شد. یکی از مسئولیت‌های شغلی او «سایه» کردن کنسرت‌های زنده با یک نسخه از پیش ضبط شده بود تا در صورت قطع شدن با «اقدام دشمن»، پخش ادامه یابد. سایر وظایف شغلی شامل ایجاد جلوه‌های صوتی برای نمایش‌های رادیویی و مخلوط کردن سطوح پخش بود. در این دوره او از پیشرفت‌های صداهای مصنوعی آگاه شد و شروع به آزمایش با ضبط صوت کرد. او که اغلب بعد از ساعت‌ها در آنجا می‌ماند، شناخته شده بود که تا آخر شب با ضبط صوت آزمایش می‌کرد. او صداها را روی نوار ضبط می‌کرد، و سپس برش می‌داد، به هم متصل می‌کرد و حلقه می‌کرد، سرعت آن‌ها را کاهش می‌داد، سرعت می‌داد، و آنها را به عقب پخش می‌کرد. او همچنین در دهه ۱۹۴۰ زمانی را به آهنگسازی، از جمله یک اثر ارکسترال با عنوان «هنوز نقطه» اختصاص داد. این یک قطعه نوآورانه برای میزهای گردان، «ارکستر دوتایی» و پنج میکروفون بود. بسیاری «هنوز نقطه» را اولین ترکیبی می‌دانند که ارکستراسیون آکوستیک را با دستکاری الکترونیکی زنده ترکیب کرد. «هنوز نقطه» که توسط بی‌بی‌سی رد شد و هرگز اجرا نشد، به مدت ۷۰ سال شنیده نشد، تا اینکه در ۲۴ ژوئن ۲۰۱۶ شیوا فشارکی و ارکستر معاصر لندن آن را برای اولین بار اجرا کردند. پس از کشف نت نهایی، اولین نمایش نسخه اصلاح شده «هنوز نقطه» در The Proms لندن در ۲۳ ژوئیه ۲۰۱۸ توسط آهنگسازان شیوا فشارکی و جیمز بولی - که آهنگسازی را به دنبال نت‌های اورام انجام دادند - در کنار ارکستر معاصر لندن اجرا شد.